# Lista över mixed dubbel-segrare i Australiska öppna
Detta är en lista över mixed dubbel-segrare i Australiska öppna mästerskapen i tennis.

## Lista
| År        | Segrare                                                           | Finalmotståndare                           | Setsiffror                |
| --------- | ----------------------------------------------------------------- | ------------------------------------------ | ------------------------- |
| 1922      | Esna Boyd & John Hawkes                                           | Lorna Utz & H.S. Utz                       | 6-1, 6-1                  |
| 1923      | Sylvia Lance Harper & Horace Rice                                 | Margaret Molesworth & Bert St John         | 2-6, 6-4, 6-4             |
| 1924      | Daphne Akhurst & Jim Willard                                      | Esna Boyd & Edgar Hone                     | 6-3, 6-4                  |
| 1925      | Daphne Akhurst & Jim Willard                                      | Sylvia Lance Harper & Bob Schlesinger      | 6-4, 6-4                  |
| 1926      | Esna Boyd & John Hawkes                                           | Daphne Akhurst & Jim Willard               | 6-2, 6-4                  |
| 1927      | Esna Boyd & John Hawkes                                           | Youtha Anthony & Jim Willard               | 6-1, 6-3                  |
| 1928      | Daphne Akhurst & Jean Borotra                                     | Esna Boyd & John Hawkes                    | W.O.                      |
| 1929      | Daphne Akhurst & Edgar Moon                                       | Marjorie Cox Crawford & Jack Crawford      | 6-0, 7-5                  |
| 1930      | Nell Hopman & Harry Hopman                                        | Marjorie Cox Crawford & Jack Crawford      | 11-9, 3-6, 6-3            |
| 1931      | Marjorie Cox Crawford & Jack Crawford                             | Emily Hood Westacott & Aubrey Willard      | 7-5, 6-4                  |
| 1932      | Marjorie Cox Crawford & Jack Crawford                             | Meryl O'Hara Wood & Jiro Sato              | 6-8, 8-6, 6-3             |
| 1933      | Marjorie Cox Crawford & Jack Crawford                             | Marjorie Gladman Van Ryn & Ellsworth Vines | 3-6, 7-5, 13-11           |
| 1934      | Joan Hartigan & Edgar Moon                                        | Emily Hood Westacott & Ray Dunlop          | 6-3, 6-4                  |
| 1935      | Louise Bickerton & Christian Boussus                              | Birdie Bond & Vernon Kirby                 | 1-6, 6-3, 6-3             |
| 1936      | Nell Hall Hopman & Harry Hopman                                   | May Blick & Abe Kay                        | 6-2, 6-0                  |
| 1937      | Nell Hall Hopman & Harry Hopman                                   | Dorothy Stevenson & Don Turnbull           | 3-6, 6-3, 6-2             |
| 1938      | Margaret Wilson & John Bromwich                                   | Nancye Wynne Bolton & Colin Long           | 6-3, 6-2                  |
| 1939      | Nell Hall Hopman & Harry Hopman                                   | Margaret Wilson & John Bromwich            | 6-8, 6-2, 6-3             |
| 1940      | Nancye Wynne Bolton & Colin Long                                  | Nell Hall Hopman & Harry Hopman            | 7-5, 2-6, 6-4             |
| 1941-1945 | inställt på grund av krig                                         | inställt på grund av krig                  | inställt på grund av krig |
| 1946      | Nancye Wynne Bolton & Colin Long                                  | Joyce Fitch & John Bromwich                | 6-0, 6-4                  |
| 1947      | Nancye Wynne Bolton & Colin Long                                  | Joyce Fitch & John Bromwich                | 6-3, 6-3                  |
| 1948      | Nancye Wynne Bolton & Colin Long                                  | Thelma Coyne Long & Bill Sidwell           | 7-5, 4-6, 8-6             |
| 1949      | Doris Hart & Frank Sedgman                                        | Joyce Fitch & John Bromwich                | 6-1, 5-7, 12-10           |
| 1950      | Doris Hart & Frank Sedgman                                        | Joyce Fitch & Eric Sturgess                | 8-6, 6-4                  |
| 1951      | Thelma Coyne Long & George Worthington                            | Clare Proctor & Jack May                   | 6-4, 3-6                  |
| 1952      | Thelma Coyne Long & George Worthington                            | Gwen Thiele & Tom Warhurst                 | 9-7, 7-5                  |
| 1953      | Julia Sampson & Rex Hartwig                                       | Maureen Connolly & Hamilton Richardson     | 6-4, 6-3                  |
| 1954      | Thelma Coyne Long & Rex Hartwig                                   | Beryl Penrose & John Bromwich              | 4-6, 6-1, 6-2             |
| 1955      | Thelma Coyne Long & George Worthington                            | Jenny Staley & Lew Hoad                    | 6-2, 6-1                  |
| 1956      | Beryl Penrose & Neale Fraser                                      | Mary Bevis Hawton & Roy Emerson            | 6-2, 6-4                  |
| 1957      | Fay Muller & Malcolm Anderson                                     | J. Langley & Billy Knight                  | 7-5, 3-6, 6-1             |
| 1958      | Mary Bevis Hawton & Bob Howe                                      | Angela Mortimer & Peter Newman             | 9-11, 6-1, 6-2            |
| 1959      | Sandra Reynolds & Bob Mark                                        | Renée Schuurman & Rod Laver                | 4-6, 13-11, 6-1           |
| 1960      | Jan Lehane & Trevor Fancutt                                       | Mary Carter Reitano & Bob Mark             | 6-2, 7-5                  |
| 1961      | Jan Lehane & Bob Hewitt                                           | Mary Carter Reitano & John Pearce          | 9-7, 6-2                  |
| 1962      | Lesley Turner & Fred Stolle                                       | Darlene Hard & Roger Taylor                | 6-3, 9-7                  |
| 1963      | Margaret Smith & Ken Fletcher                                     | Lesley Turner & Fred Stolle                | 7-5, 5-7, 6-4             |
| 1964      | Margaret Smith & Ken Fletcher                                     | Jan Lehane & Mike Sangster                 | 6-3, 6-2                  |
| 1965      | Robyn Ebbern & Owen Davidson och Margaret Smith & John Newcombe   |                                            | Finalen spelades inte     |
| 1966      | Judy Tegart & Tony Roche                                          | Robyn Ebbern & Bill Bowrey                 | 6-1, 6-3                  |
| 1967      | Lesley Turner & Owen Davidson                                     | Judy Tegart & Tony Roche                   | 9-7, 6-4                  |
| 1968      | Billie Jean King & Dick Crealy                                    | Margaret Court & Allan Stone               | W.O.                      |
| 1969      | Margaret Court & Marty Riessen och Ann Haydon Jones & Fred Stolle |                                            | Finalen spelades inte     |
| 1970-1986 | Spelades inte                                                     | Spelades inte                              | Spelades inte             |
| 1987      | Zina Garrison & Sherwood Stewart                                  | Anne Hobbs & Andrew Castle                 | 3-6, 7-6(5), 6-3          |
| 1988      | Jana Novotna & Jim Pugh                                           | Martina Navratilova & Tim Gullikson        | 5-7, 6-2, 6-4             |
| 1989      | Jana Novotna & Jim Pugh                                           | Zina Garrison & Sherwood Stewart           | 6-3, 6-4                  |
| 1990      | Natasha Zvereva & Jim Pugh                                        | Zina Garrison & Rick Leach                 | 4-6, 6-2, 6-3             |
| 1991      | Jo Durie & Jeremy Bates                                           | Robin White & Scott Davis                  | 2-6, 6-4, 6-4             |
| 1992      | Nicole Provis & Mark Woodforde                                    | Arantxa Sanchez-Vicario & Todd Woodbridge  | 6-3, 4-6, 11-9            |
| 1993      | Arantxa Sanchez-Vicario & Todd Woodbridge                         | Zina Garrison & Rick Leach                 | 7-5, 6-4                  |
| 1994      | Larisa Neiland & Andrei Olhovskiy                                 | Helena Sukova & Todd Woodbridge            | 7-5, 6-7(0), 6-2          |
| 1995      | Natasha Zvereva & Rick Leach                                      | Gigi Fernandez & Cyril Suk                 | 7-6(4), 6-7(3), 6-4       |
| 1996      | Larisa Neiland & Mark Woodforde                                   | Nicole Arendt & Luke Jensen                | 4-6, 7-5, 6-0             |
| 1997      | Manon Bollegraf & Rick Leach                                      | Larisa Neiland & John-Laffnie de Jager     | 6-3, 6-7(5), 7-5          |
| 1998      | Venus Williams & Justin Gimelstob                                 | Helena Sukova & Cyril Suk                  | 6-2, 6-1                  |
| 1999      | Mariaan de Swardt & David Adams                                   | Serena Williams & Max Mirnyj               | 6-4, 4-6, 7-6(5)          |
| 2000      | Rennae Stubbs & Jared Palmer                                      | Arantxa Sanchez-Vicario & Todd Woodbridge  | 7-5, 7-6(3)               |
| 2001      | Corina Morariu & Ellis Ferreira                                   | Barbara Schett & Joshua Eagle              | 6-1, 6-3                  |
| 2002      | Daniela Hantuchova & Kevin Ullyett                                | Paola Suárez & Gaston Etlis                | 6-3, 6-2                  |
| 2003      | Martina Navratilova & Leander Paes                                | Eleni Daniilidou & Todd Woodbridge         | 6-4, 7-5                  |
| 2004      | Jelena Bovina & Nenad Zimonjic                                    | Martina Navratilova & Leander Paes         | 6-1, 7-6                  |
| 2005      | Samantha Stosur & Scott Draper                                    | Liezel Huber & Kevin Ullyett               | 6-2, 2-6, 7-6(8)          |
| 2006      | Martina Hingis & Mahesh Bhupathi                                  | Jelena Likhovtseva & Daniel Nestor         | 6-3, 6-3                  |
| 2007      | Jelena Likhovtseva & Daniel Nestor                                | Victoria Azarenka & Max Mirnyj             | 6-4, 6-4                  |
| 2008      | Tiantian Sun & Nenad Zimonjic                                     | Sania Mirza & Mahesh Bhupathi              | 7-6(4), 6-4               |
| 2009      | Sania Mirza & Mahesh Bhupathi                                     | Nathalie Dechy & Andy Ram                  | 6-3, 6-1                  |
| 2010      | Cara Black & Leander Paes                                         | Ekaterina Makarova & Jaroslav Levinský     | 7-5, 6-3                  |
| 2011      | Katarina Srebotnik & Daniel Nestor                                | Chan Yung-jan & Paul Hanley                | 6-3, 3-6, [10-7]          |
| 2012      | Bethanie Mattek-Sands & Horia Tecău                               | Jelena Vesnina & Leander Paes              | 6–3, 5–7, [10–3]          |
| 2013      | Jarmila Gajdošová & Matthew Ebden                                 | Lucie Hradecká & František Čermák          | 6–3, 7–5                  |
| 2014      | Kristina Mladenovic & Daniel Nestor                               | Sania Mirza & Horia Tecău                  | 6–3, 6–2                  |
| 2015      | Martina Hingis & Leander Paes                                     | Kristina Mladenovic & Daniel Nestor        | 6–4, 6–3                  |
| 2016      | Jelena Vesnina & Bruno Soares                                     | Coco Vandeweghe & Horia Tecău              | 6–4, 4–6, [10–5]          |
| 2017      | Abigail Spears & Juan Sebastián Cabal                             | Sania Mirza & Ivan Dodig                   | 6–2, 6–4                  |
| 2018      | Gabriela Dabrowski & Mate Pavić                                   | Tímea Babos & Rohan Bopanna                | 2–6, 6–4, [11–9]          |
| 2019      | Barbora Krejčíková & Rajeev Ram                                   | Astra Sharma & John-Patrick Smith          | 7–6 (7–3), 6–1            |
| 2020      | Barbora Krejčíková & Nikola Mektić                                | Bethanie Mattek-Sands & Jamie Murray       | 5–7, 6–4, [10–1]          |
| 2021      | Barbora Krejčíková & Rajeev Ram                                   | Samantha Stosur & Matthew Ebden            | 6–1, 6–4                  |
| 2022      | Kristina Mladenovic & Ivan Dodig                                  | Jaimee Fourlis & Jason Kubler              | 6–3, 6–4                  |
| 2023      | Luisa Stefani & Rafael Matos                                      | Sania Mirza & Rohan Bopanna                | 7–6 (7–2), 6–2            |
| 2024      | Hsieh Su-wei & Jan Zieliński                                      | Desirae Krawczyk & Neal Skupski            | 6–7 (5–7), 6–4, [11–9]    |
| 2025      | Olivia Gadecki & John Peers                                       | Kimberly Birrell & John-Patrick Smith      | 3–6, 6–4, [10–6]          |